# Єньо фон Еган-Крігер
Єньо фон Еган-Крігер (нім. Jenö von Egan-Krieger; 17 липня 1886, замок Бернштайн, Бургенланд, Австро-Угорщина — 22 лютого 1965, Кельн, ФРН)— німецький офіцер і політик, генерал-лейтенант люфтваффе.

## Біографія
10 березня 1904 року поступив на службу в 1-й кадровий гусарський полк. Учасник Першої світової війни. В липні-серпні 1918 року — член німецької військової місії на Кавказі, в серпні-вересні — голова комісії. 7 січня 1920 року звільнений з військової служби. Учасник Каппського заколоту. З 1921 по 26 квітня 1933 року — начальник відділу зв'язку адміністрації Сталевого шолома. В 1933-34 роках — ад'ютант імператора у вигнанні Вільгельма II. 30 червня 1934 року, під час Ночі довгих ножів, заарештований гестапо за підозрою у причетності до «путчу Рема», 7 липня звільнений.
1 листопада 1934 року поступив на службу в люфтваффе, перший офіцер штабу керівника відділу постачання Імперського міністерства авіації (RLM). З 1 серпня 1936 року — начальник відділу постачання RLM. З 15 листопада 1937 року — квартирмейстер оперативного штабу «Рюген» легіону Кондор. З 14 липня 1938 року — знову начальник відділу постачання RLM. З 1 серпня 1938 року — командир 8-ї авіаційної групи постачання і квартирмейстер командування 8-ї авіаційної області. 
З 15 липня 1939 року — квартирмейстер командування 3-ї авіаційної області. З 6 жовтня 1939 року — квартирмейстер 1-го зенітного корпусу. З 9 жовтня 1940 року — квартирмейстер командира повітряної оборони 3-ї авіаційної області. З 1 грудня 1940 року — квартирмейстер командування 3-ї і 4-ї авіаційних областей. З 24 березня 1941 року — головний квартирмейстер авіаційного командування «Центр». З 20 листопада 1941 року — офіцер для особливих доручень RLM. З 7 квітня 1942 року — член інспекції поповнення в Потсдамі. З 1 травня 1942 року — інспектор поповнення в Магдебурзі. 9 грудня 1943 року відправлений у резерв ОКЛ. З 8 січня 1944 року — комісар з евакуації північної ділянки «Рига-Петерсбург», згодом всієї Німеччини та окупованих територій. 30 вересня 1944 року відправлений у відставку. З 27 серпня 1945 по 27 лютого 1947 року перебував у американському полону.

## Звання
- Фанен-юнкер (10 березня 1904)
- Фенріх (18 жовтня 1904)
- Лейтенант (18 серпня 1905)
- Обер-лейтенант (18 лютого 1913)
- Ротмістр/гауптман генштабу (24 грудня 1914)
- Майор запасу (7 січня 1920)
- Майор (1 серпня 1935)
- Оберст-лейтенант (1 квітня 1937)
- Оберст (1 квітня 1939)
- Генерал-майор (1 листопада 1940)
- Генерал-лейтенант (1 грудня 1942)

## Нагороди
- Орден Святого Йоанна (Бранденбург)
  - почесний лицар
  - лицар справедливості
  - обер-гауптман (1948)
  - почесний командор (1951)
- Залізний хрест 2-го і 1-го класу
- Королівський орден дому Гогенцоллернів, лицарський хрест з мечами
- Нагрудний знак «За поранення» в сріблі
- Почесний хрест ветерана війни з мечами
- Медаль «За вислугу років у Вермахті» 4-го, 3-го і 2-го класу (18 років)
- Медаль «За Іспанську кампанію» (Іспанія)
- Іспанський хрест
- Медаль «У пам'ять 1 жовтня 1938» із застібкою «Празький град»